# 比埃蒂根

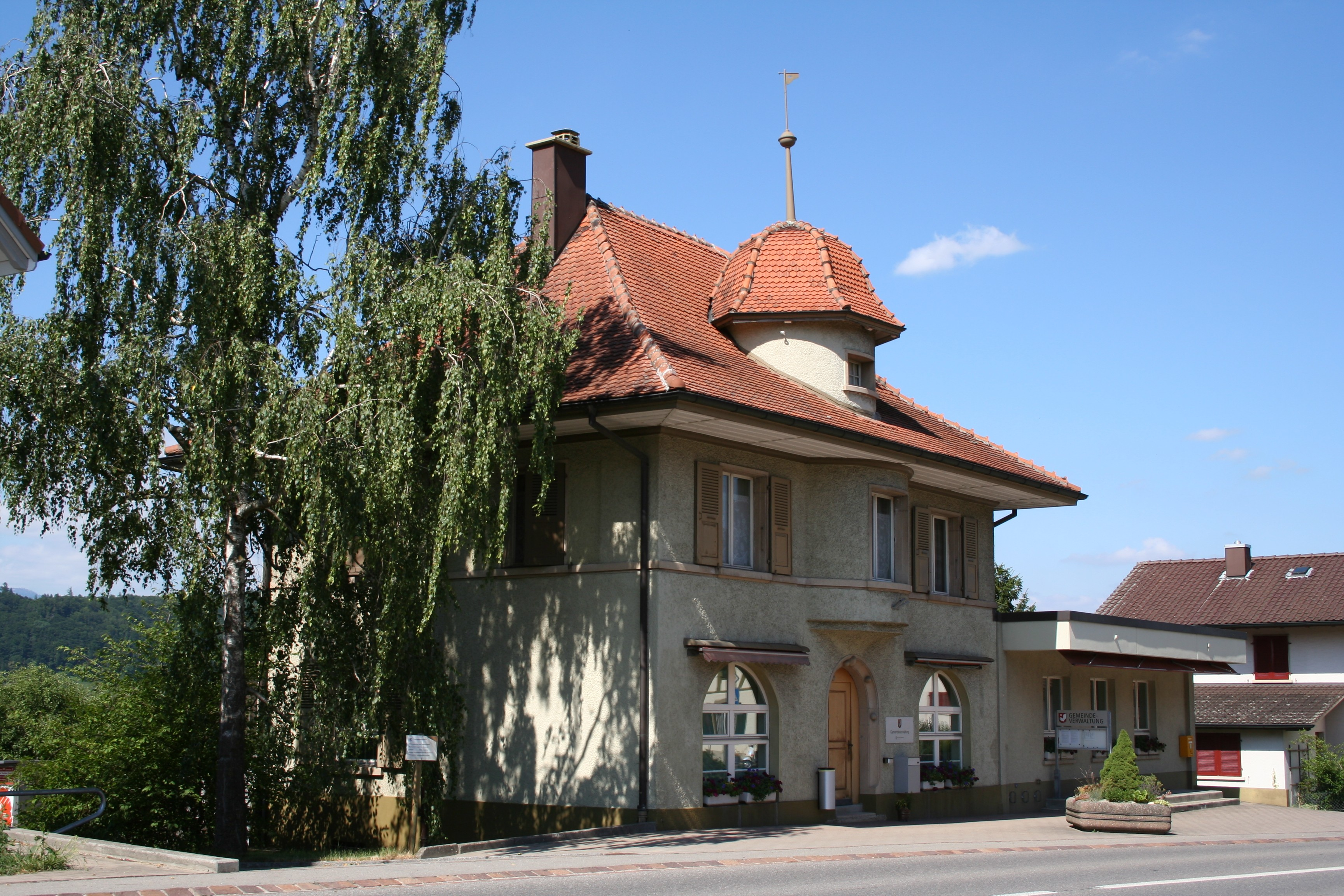

比埃蒂根是瑞士的城鎮，位於該國中部，由伯恩州負責管轄，面積3.61平方公里，海拔高度448米，2011年人口794，七成半人口信奉基督教，人口密度每平方公里220人。

## 外部連結
- Vereinigung für Heimatpflege Büren （页面存档备份，存于） Distributor of numerous publications about Büetigen and the Büren district （德文）